# Fredos Papangelou
Fredos Papangelou (griechisch Φρέδος Παπαγγέλου, *  1939) ist ein griechischer Mathematiker, der sich mit stochastischen Prozessen befasst. Er war Professor an der University of Manchester.

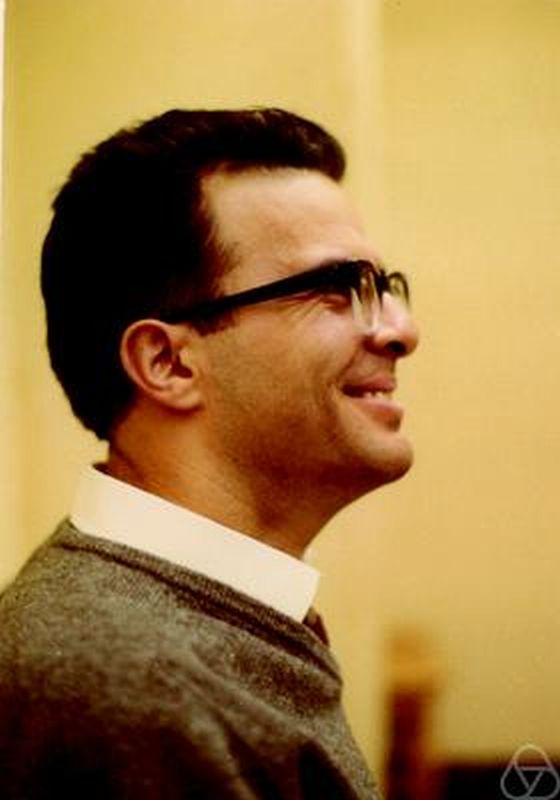
Fredos Papangelou 1970

Papangelou wurde an der Universität Athen promoviert (über Verbandstheorie), war ab Anfang der 1970er Jahre Professor an der Universität Göttingen im Institut für Mathematische Statistik und seit 1973 Professor für Mathematische Statistik an der University of Manchester. Außerdem war er an der Ohio State University.
Eine von ihm 1974 eingeführte Intensitätsfunktion (bzw. Intensitäts-Maß) für Punkt-Prozesse ist nach ihm benannt. Auch ein stochastischer Punkt-Prozess (Papangelou Prozess) mit Anwendungen in der statistischen Mechanik (mit einer speziellen Form der Papangelou-Intensitätsfunktion) ist später nach ihm benannt worden. 1972 fand er unabhängig von Paul-André Meyer (1971), dass man multivariate Punktprozesse durch Reskalierung in eine Menge unabhängiger Poisson-Prozesse umwandeln kann. Der Satz fand Anwendung in der Modellbewertung und Vorhersage von Punkt-Prozessen.

## Schriften
- The Ambrose-Kakutani Theorem and the Poisson Process, in: Lecture Notes in Mathematics, Band 160, 1970, 234–240
- Integrability of Expected Increments of Point Processes and a Related Random Change of Scale, Transactions AMS, Band 165, 1972, 483–506
- The conditional probability intensity of general point processes and an application to line processes, Z. Wahrscheinlichkeitstheorie und verwandte Gebiete, Band 28, 1974, 207–226 (Papangelou-Intensitätsfunktion)
- On the Palm probabilities of processes of points and processes of lines, in: E. F. Harding, D. G. Kendall: Stochastic Geometry, Wiley, 1974, S. 114–147
- On the entropy rate of stationary point processes and its discrete approximation, Z. Wahrsch. und verwandte Gebiete, Band 44, 1978, S. 191–211
- Point processes on spaces of flats and other homogeneous spaces, Proc. Cambridge Philos. Soc., Band 80, 1976, S. 297–314
- A martingale approach to the convergence of the iterates of a transition function, Zeitschrift für Wahrscheinlichkeitstheorie und verwandte Gebiete, 37, 1976/77, S. 211–226
- Algebraic convergence and completion of abelian lattice groups and Boolean algebras. Bull. Soc. Math. Grece N. S. 3, Fasc. 2, 1962, 26–114
- Order convergence and topological completion of commutative lattice-groups, Mathematische Annalen, Band 155, 1964, S. 81–107, Online